# خانم دات‌فایر
خانم دات‌فایر (انگلیسی: Madame Doubtfire) رمان نوشته‌شده از ان فاین برای نوجوانان و جوانان است که در ۱۹۸۷ (میلادی) منتشر شد. رمان پیرامون فرزندانی با والدین جداشده از هم است. این کتاب جایزهٔ دوم بهترین کتاب داستان کودک و نوجوان را از گاردین دریافت کرد، همچنین نامزد دریافت جایزهٔ بهترین داستان نوجوان از آبزرور و نامزد جایزهٔ رمان کودکان ویت‌برد شد.
در نوامبر ۱۹۹۳، شش سال پس از انتشار، رمان به خانم داوت‌فایر فیلمی با ایفای نقش رابین ویلیامز و سالی فیلد اقتباس داده شد.

## خلاصه
«لیدیا»، «کریستوفر» و «ناتالی» به جروبحث‌های همیشگی پدر و مادرشان عادت کرده‌اند. بعد از جدایی آن‌ها از یکدیگر، چاره‌ای ندارند که بیش‌تر مواقع را با مادرشان سپری کنند و فقط ۲ روز در هفته پدرشان را ببینند. اما مادر مستخدم و پرستاری به خانه می‌آورد و همه چیز تغییر می‌کند. خانم «دات‌فایر» بیش از یک مستخدم توانا و باسلیقه است و این را مادر بچه‌ها به خوبی می‌داند اما بچه‌ها چیزهای بیش‌تری از خانم دات‌فایر می‌دانند.